# Eustache Le Sueur

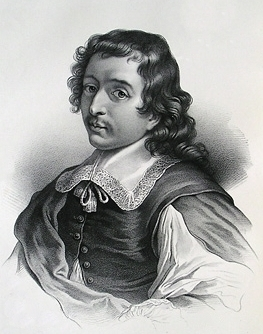
Eustache Le Sueur

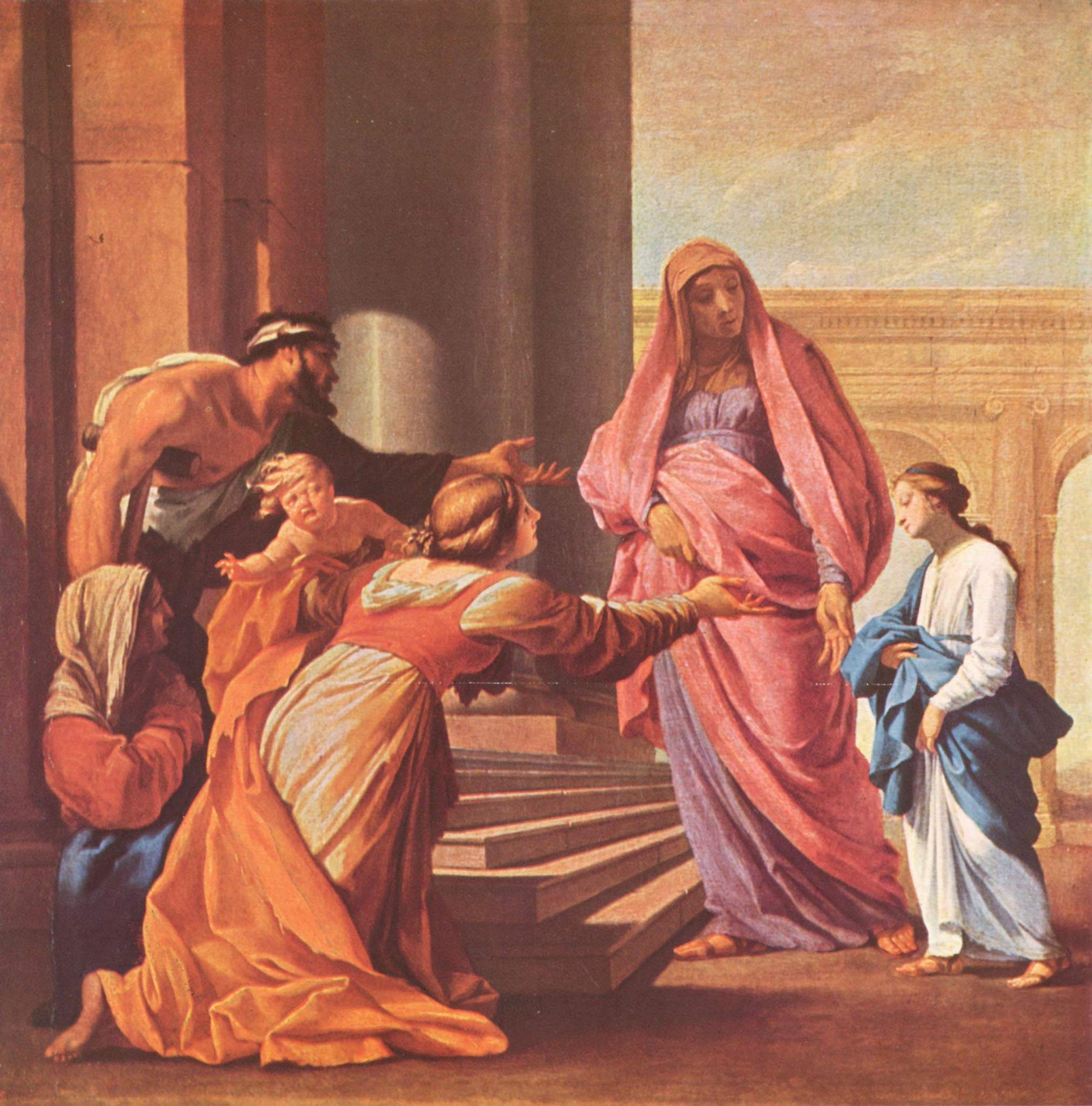
Die Darbringung der Jungfrau im Tempel

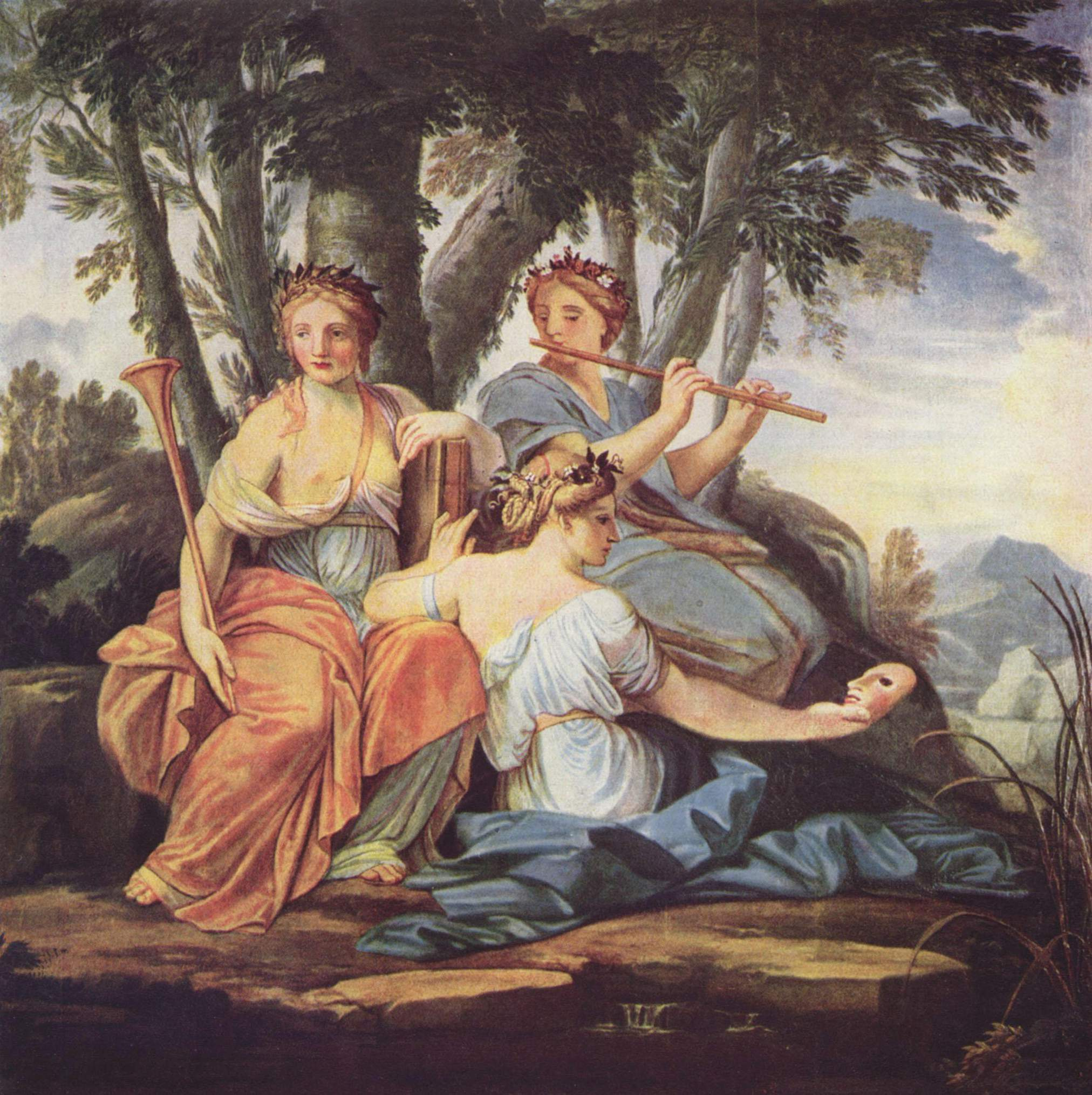
Die Musen Klio, Euterpe und Thalia

Eustache Le Sueur oder Lesueur [øsˈtaʃ ləˈsɥœʀ] (* 19. November 1616 in Paris; † 30. April 1655 ebenda) war ein französischer Maler.

## Leben
Le Sueur war ein Schüler von Simon Vouet und bildete sich daneben nach italienischen Gemälden, die nach Paris kamen. Von 1645 bis 1648 malte er die berühmten 22 Bilder aus dem Leben des hl. Bruno im Kleinen Kartäuserkloster zu Paris (jetzt im Louvre). 1649 entstand seine Predigt des Apostels Paulus in Ephesos für die Kirche Notre Dame (jetzt im Louvre). Außerdem führte er eine große Zahl von Dekorationen, Malereien und Altarbildern u. a. für die Kirchen St.-Etienne du Mont, St.-Germain l’Auxerrois, St.-Gervais und verschiedene private Auftraggeber aus.
Der Louvre besitzt außer den erwähnten noch 13 religiöse und 13 mythologische Bilder, die zum Teil aus den oben genannten Kirchen, zum Teil aus dem Cabinet de l’amour im Hôtel Lambert stammen. Im Jahre 2009 wurde bei Christie’s in Paris sein Gemälde Allégorie de la poésie im Format 130 mal 97,5 Zentimeter für 1,15 Millionen Euro an die Galerie Noortmann versteigert.
Seine Werke zeichnen sich durch Reinheit und Keuschheit des Stils, Sorgfalt der Ausführung und gemütvolle Auffassung aus, weniger durch Energie.